# Casatenovo
Casatenovo är en ort och kommun i provinsen Lecco i regionen Lombardiet i Italien. Kommunen hade 13 111 invånare (2018).